# René Maheu
René Maheu (28 de marzo de 1905, Saint-Gaudens - 19 de diciembre de 1975, París) fue un francés, profesor de filosofía. Fue director general de la Unesco entre 1961 y 1974. Fue agregado cultural en Londres entre 1936-1939. Después de ejercer la docencia en Marruecos entre 1940-1942, pasó a ocupar un puesto de gestión en la agencia de prensa francesa para África en Argel.
En 1946 ingresó en la UNESCO como jefe de la división de "Libre Flujo de Información". En 1949 Jaime Torres Bodet le nombró director de su oficina ejecutiva. En 1954 fue nombrado director general asistente y de 1955 a 1958 representante de la Unesco en la sede central de la ONU. En 1959 es nombrado subdirector general y en 1961 pasa a ser director general, cargo que ocupó durante dos mandatos hasta 1974.
| Predecesor: Vittorino Veronese | Director general de la UNESCO 1961 - 1974 | Sucesor: Amadou-Mahtar M'Bow |

- Datos: Q1388759
- Multimedia: René Maheu / Q1388759